# Osbern de Crépon
Osbern de Crépon († um 1040) war Seneschall zweier Herzöge der Normandie.

## Biografie
Osbern de Crépon war Sohn von Herfast und Neffe von Gunnora, der zweiten Frau des Herzogs Richard I. Er ist erstmals gegen Ende der Regierungszeit des Herzogs Richard II. in den 1020er-Jahren erwähnt worden. Unter Herzog Robert I. (1027–1035) hatte er das Amt des Seneschalls inne, das er nach dessen Tod auch behielt. Er wurde dadurch einer der legitimierten Beschützer des gerade achtjährigen Herzogs Wilhelm II. (später Wilhelm der Eroberer) vor den rebellierenden Baronen der Normandie, aber auch den eigenen Verwandten.
Osbern wurde um 1040 ermordet. Nach Wilhelm von Jumièges wurde ihm von Wilhelm, einem Sohn von Roger I. de Montgommery, in Vaudreuil die Kehle durchgeschnitten. Barnon de Glos tötete anschließend den Mörder.
Osberns Grundbesitz lag in verschiedenen Teilen der Normandie verstreut: im Bessin (Crépon), im Hiémois (bei Falaise), am Zusammenfluss von Seine und Andelle, rund um Cormeilles, im Talou, im Pays d’Ouche (Breteuil-sur-Iton, La Neuve-Lyre). Historiker, die sich mit der Normandie befassen, streiten über die Herkunft des Grundbesitzes Osberns, ob er vorwiegend von seinem Vater Herfast stammt oder aus der Ehe mit Emma, einer Tochter des mächtigen Raoul d’Ivry, oder sogar von Hugo von Bayeux, dessen Sohn, der sich gegen Herzog Robert erhoben hatte und des Landes verwiesen worden war.

## Nachkommen
Er heiratete Emma d’Ivry, Tochter von Raoul d’Ivry. Ihre bekannten Kinder sind:
- William FitzOsbern, 1. Earl of Hereford (um 1020–1071)
- Osbern FitzOsbern († 1101), 1072 Bischof von Exeter
- Emma, † nach 1096 auf dem Kreuzzug; ⚭ 1075 Ralph de Gaël, 1. Earl of Norfolk und Suffolk, 1060 bezeugt, nach 1075 abgesetzt, † nach 1096 auf dem Kreuzzug (Haus Montfort-Laval)